# Olexandr Levandovsky
Olexandr Levandovsky –en ucraniano, Олександр Левандовський– (1967–1993) fue un deportista ucraniano que compitió en halterofilia. Ganó una medalla de bronce en el Campeonato Europeo de Halterofilia de 1993, en la categoría de +108 kg.

## Palmarés internacional
| Campeonato Europeo | Campeonato Europeo | Campeonato Europeo | Campeonato Europeo |
| Año                | Lugar              | Medalla            | Categoría          |
| ------------------ | ------------------ | ------------------ | ------------------ |
| 1993               | Sofía (Bulgaria)   | Medalla de bronce  | +108 kg            |